# 指甲

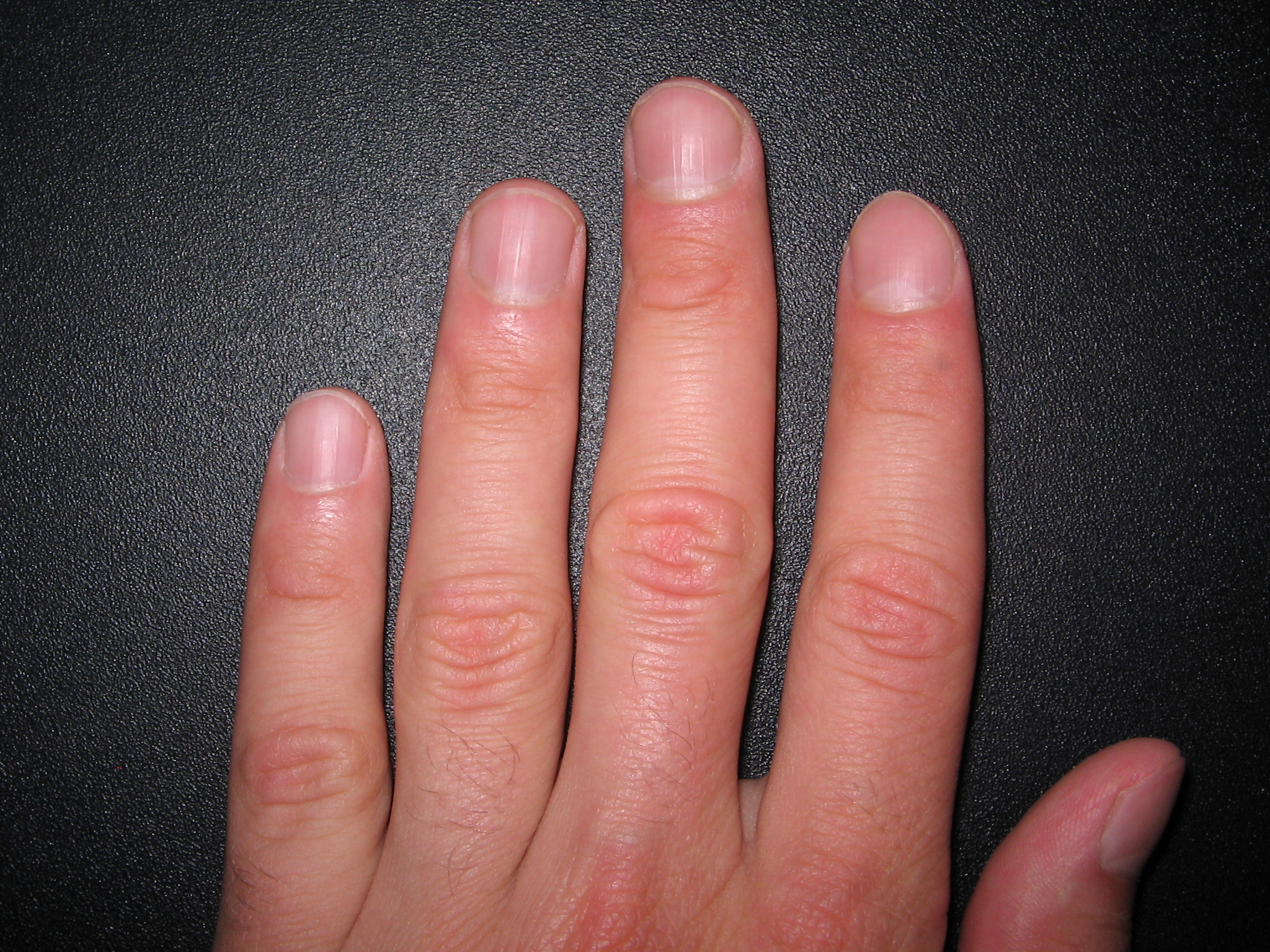
人类的手指甲

指（趾）甲，亦称指（趾）蓋、指（趾）甲蓋、指（趾）頭蓋等，分為手指甲（簡稱手甲）或脚趾甲（簡稱脚甲），是哺乳类动物长于肢体指前端的由皮肤角质层硬化的一层硬物，指（趾）甲的作用是保護末節指腹避免受損傷，維護其稳定性，增強手指触觉的敏感性。協助手抓、挟、捏、挤等。甲床血供豐富，有調節末梢血供、体温的作用。

## 功能
健康的指甲具有保护远节指骨、指尖和周围软组织免受损伤的功能。它还能通过对手指脊尖施加的反作用力来增强远端手指的精细动作能力。
当手指末端接触物体时，指甲会作为反作用力，从而增强指尖的敏感性， 尽管指甲本身没有神经末梢。
最后，指甲还能作为工具，实现所谓的“延伸精确握持”（例如，拔出手指上的刺），以及特定的切割或刮擦动作。

### 生长
指甲的生长部分位于指甲的近端，在表皮下，这也是指甲唯一的活部分。
在哺乳动物中，指甲的生长速度与末端指骨的长度有关。因此，在人类中，食指的指甲生长速度比小指的快；指甲的生长速度最多可以是脚趾甲的四倍。
在人类中，指甲的平均生长速度约为每月3.5 mm（0.14英寸），而脚趾甲的生长速度大约只有其一半（约每月1.6 mm（0.063英寸））。 指甲需要三到六个月才能完全重新生长，而脚趾甲需要十二到十八个月。实际的生长速率取决于年龄、性别、季节、锻炼水平、饮食以及遗传因素。 已知有史以来最长的女性指甲长度为8.65米（28英尺4.5英寸）。 与流行观点相反，指甲在死亡后不会继续生长；皮肤脱水并紧缩，使指甲（以及头发）看起来像在生长。

### 渗透性
人们常常认为指甲是不透水的屏障，但实际情况并非如此。事实上，它比皮肤更具渗透性， 而且指甲的成分含有7-12%的水分。这种渗透性对有害和药用物质的渗透有影响；特别是涂在指甲上的化妆品可能会带来风险。水可以渗透指甲，许多其他物质也可以，包括百草枯（一种对人体有害的快速行动除草剂）、尿素（通常用于手部和手指的乳霜和洗剂成分）、以及几种真菌杀菌剂，如水杨酸、咪康唑（Monistat品牌）、纳他霉素以及次氯酸钠（通常只含2-3%浓度的家用漂白剂的活性成分）。

## 人类的指甲
一般每个手指和脚趾的端头背面都有一个指甲，一共20个。虽然手脚指甲的构造大概相同，「指甲」一词经常仅被用来指手指甲，而把脚趾甲称为「趾甲」。
健康人的指甲和趾甲一般呈現半透明突出的弧形，颜色略带粉红，表面大致光滑但带有少量楞状纹理。其平均生长速度为每天0.1毫米，具体的生长速度因个人年龄、新陈代谢速度、季节等因素而不同。手指甲从头重生需要4-6个月，而脚趾甲因生长较慢则需要6-9个月。

### 指甲的生长
指甲是一种角蛋白，角蛋白是一种蛋白质。就如同身体中其它的蛋白质一样，是由各种氨基酸合成而来的。负责指甲生长的甲基是覆盖在皮肤下面的，上面的指甲只是被新长出来的指甲一点一点往上推而形成。

### 解剖构造
指甲可以认为是由表皮演化而来（中醫則認為「甲為筋餘」），其本身由不含活细胞的角蛋白构成。和头发一样，指甲也不會長出癌細胞。
指甲的生长是甲母基中活细胞不断分泌角蛋白所造成的。甲母基位于指甲后方的皮肤下，上有甲上皮保护。新生长出来的指甲有一部分也藏在根部皮肤底下，称为甲根，此处也储藏着供指甲生长的养分。
指甲的主体被称为指甲体，其微观结构为层状堆积的角蛋白。指甲体根部，刚穿出皮肤处呈白色半月型，称为甲半月，质地比指甲体其他部分更为柔软。与指甲体中间的大部分下面紧密连接的皮肤组织称为甲床。甲床含丰富的毛细血管，因而指甲外观呈粉红色。指甲体左右两侧有少量被皮肤覆盖的部分，称为甲侧缘。
指甲体在顶端与甲床分离处称游离缘。此前的指甲体部分由于脱离甲床，呈不透明的白色，称为甲前。平常说的“剪指甲”指的是修剪甲前部分——超过游离缘则可出现疼痛、流血甚至甲床感染。甲前之下的皮肤另有甲下皮保护甲床。
人类的指甲已经失去原先的主要功能，虽然有人认为指甲是身体上逐渐不再使用的部分，但指甲仍然有其应用价值，包括保护手指，增加手抓取细小物体的能力（类似镊子）等。

### 医学诊断

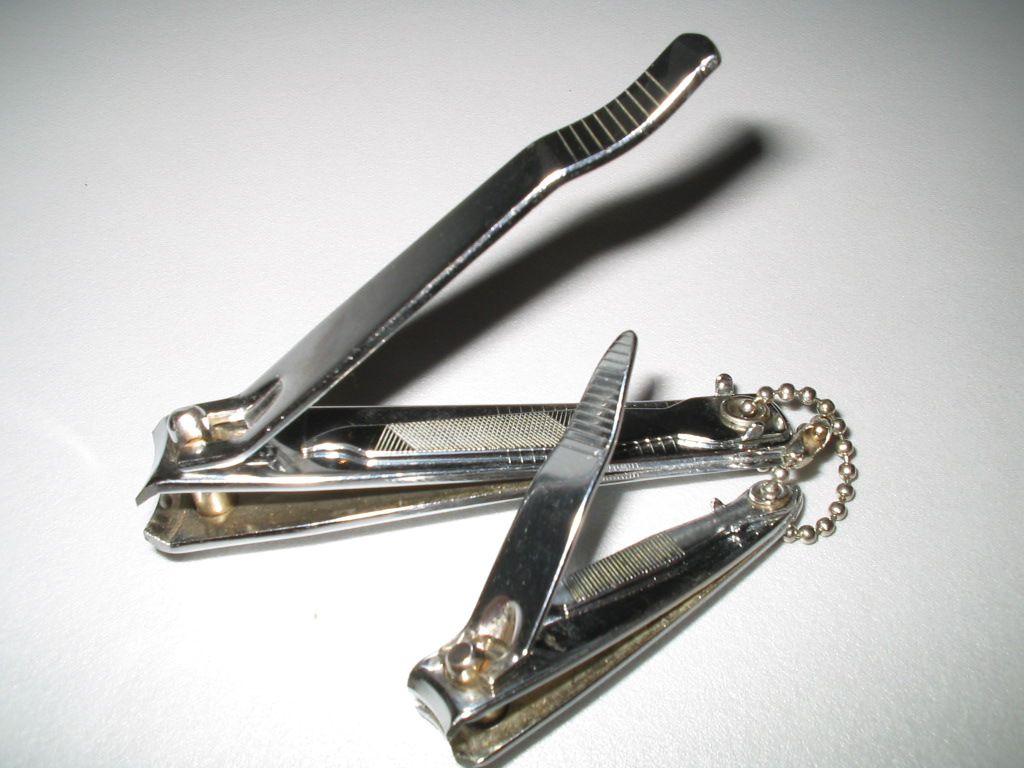
指甲刀

指/趾甲本身有时候会受到外伤。对指甲体的伤害一般随其生长和修剪会消失，对甲床、甲跟或甲母基的伤害则可能造成永久性伤害。另外，指甲也会遭到真菌、病毒或病菌的感染（例如甲癣）。
指甲的反常形状和色泽也可能预示身体其它部位的疾病或营养不良。指甲整体偏白或青紫一般预示着贫血或血液缺氧。黄色的指甲除了吸烟染色之外，也可能预示着身体内部器官，特别是肺部的疾病。缺乏某些维生素会造成指甲干燥易碎，缺乏蛋白质则可能造成指甲体上出现白色带状区域。
另外，高強度運動也可能造成指甲損傷，例如：從事排球運動者，時常因為急停或頻繁跳躍等動作，造成足部指甲分層、斷裂，嚴重者可能脫落。此情況有數種改善方式，效果因人而異。
１.更換鞋子：造成指甲損傷的常見原因之一即為鞋子尺寸不合，穿著尺寸過小的鞋子容易造成指甲擠壓、變形，穿著過大的鞋子運動則是讓指甲更頻繁地受到撞擊。
２.穿著雙層襪子：指甲的斷裂亦有可能是因為運動襪的老舊，隨著運動襪的磨損，原本較厚的棉質漸薄而失去保護作用，越是激烈的運動越是明顯。在較舊的襪子外面多穿一層較新的襪子可以避免襪子之間摩擦力不足，同時增加對腳趾的保護作用。
３.改變施力方式：一般而言，錯誤的運動姿勢與施力方式是造成指甲損傷的主要原因，雖然修正姿勢較前面兩者來的困難，但若為治本，仍是最主要的治療及預防方式。

### 习惯和文化
由于指甲的自然生长，而且甲前下的空间容易藏污纳垢，从卫生角度出发应该经常剪指甲。許多人亦因為演奏部分樂器時（例如古典吉他）有所需要而定期修剪指甲。剪指甲可以用指甲刀。使用剪刀剪指甲容易因意外剪得太深从而导致出血甚至感染。一般建议修剪到不超过指端太多，亦不太接近游离缘的长度，末端呈光滑弧状为宜。

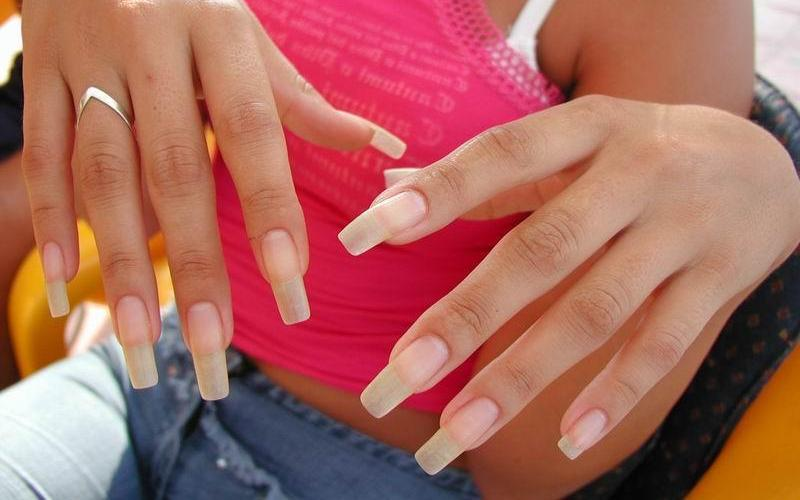
现代女性经修剪保养的长指甲

作为美的一种象征，女性常留比较长的手指甲，或人工染成彩色。清朝的慈禧太后留有几寸长的手指甲，并戴镶有珠宝的指甲套以保护。中国传统女性有时用剪下来的指甲或头发做为个人纪念赠人，例如《红楼梦》中的晴雯临死前，剪下自己的指甲，与一件脱下来的贴身衣服一起赠给了贾宝玉收藏。
另外，近年来还流行在天然指甲上绘出纹样，或粘贴预制的人工指甲表面，以展示美的一面，称为「美甲」。
在某些亚洲国家，上层社会的男性有时候也留长指甲（有时仅限小指），以示其无需做体力劳动的社会地位。
此外，一些撥弦樂器（例如吉他）演奏者为了拨弦方便，也会留长于正常的指甲。
有些人的在一個小趾上有兩瓣趾甲。一些人認為這是漢族人的特徵，但事實上其他族群的人也可能有此特徵。
美國人是金氏世界紀錄有最長指甲的人，他的十指指甲合計有985公分，相當於兩層樓的高度。